# L'amour n'a pas d'âge
 (mai 2024).
La mise en forme du texte ne suit pas les recommandations de Wikipédia : il faut le « wikifier ».
Les points d'amélioration suivants sont les cas les plus fréquents. Le détail des points à revoir est peut-être précisé sur la page de discussion.
- Les titres sont pré-formatés par le logiciel. Ils ne sont ni en capitales, ni en gras.
- Le texte ne doit pas être écrit en capitales (les noms de famille non plus), ni en gras, ni en italique, ni en « petit »…
- Le gras n'est utilisé que pour surligner le titre de l'article dans l'introduction, une seule fois.
- L'italique est rarement utilisé : mots en langue étrangère, titres d'œuvres, noms de bateaux, etc.
- Les citations ne sont pas en italique mais en corps de texte normal. Elles sont entourées par des guillemets français : « et ».
- Les listes à puces sont à éviter, des paragraphes rédigés étant largement préférés. Les tableaux sont à réserver à la présentation de données structurées (résultats, etc.).
- Les appels de note de bas de page (petits chiffres en exposant, introduits par l'outil «  Source ») sont à placer entre la fin de phrase et le point final[comme ça].
- Les liens internes (vers d'autres articles de Wikipédia) sont à choisir avec parcimonie. Créez des liens vers des articles approfondissant le sujet. Les termes génériques sans rapport avec le sujet sont à éviter, ainsi que les répétitions de liens vers un même terme.
- Les liens externes sont à placer uniquement dans une section « Liens externes », à la fin de l'article. Ces liens sont à choisir avec parcimonie suivant les règles définies. Si un lien sert de source à l'article, son insertion dans le texte est à faire par les notes de bas de page.
- La présentation des références doit suivre les conventions bibliographiques. Il est recommandé d'utiliser les modèles {{Ouvrage}}, {{Chapitre}}, {{Article}}, {{Lien web}} et/ou {{Bibliographie}}. Le mode d'édition visuel peut mettre en forme automatiquement les références.
- Insérer une infobox (cadre d'informations à droite) n'est pas obligatoire pour parachever la mise en page.

Pour une aide détaillée, merci de consulter Aide:Wikification.
Si vous pensez que ces points ont été résolus, vous pouvez retirer ce bandeau et améliorer la mise en forme d'un autre article.
L'amour n'a pas d'âge (Aap Ke Aa Jane Se, आप के आ जाने से) est une série télévisée indienne de 22 minutes, produite par Bodhi Tree Multimedia. Elle a été diffusée entre le 15 janvier 2018 et le 31 mai 2019. En territoire francophone sa diffusion a débuté en 2024, sur Zee Magic.

## Synopsis
C'est une histoire d'amour complexe entre Vedika Gupta, mère célibataire quadragénaire, et Sahil Agarwal, son jeune locataire irrespirable. Bien qu'une vingtaine d'années les séparent, ils tombent fou amoureux l'un de l'autre malgré leur différence. Alors que les proches de Vedika sont d'accord pour leur union, ceux de Sahil, par contre, restent longtemps contre, devenant de potentiels obstacle majeur à leur histoire d'amour. À cela s'ajoutera plus tard la menace de rivaux amoureux, tels que Yash puis Bhumi qui complexifieront davantage leur relation.
La saison 2 de la série plonge l'histoire dans une suite spirituelle dans laquelle, assassiné par son cousin Kshitij, Sahil renaît ainsi que Vedika. Dans leur nouvelle vie, ils ont malgré tout une différence d'âge qui les oppose, l'un étant toujours un jeune homme irrespirable et l'autre sortant d'une relation maritale. En dépit de leur histoire d'amour qui reprend son cours, il sera question pour eux de recouvrer la mémoire de leur vie passé s'ils souhaitent rester ensemble pour toujours.

## Distribution
- Suhasi Dhami dans le rôle de :
  - Vedika Gupta Agarwal (S1) – Fille de Manjula ; sœur de Rohit ; cousine de Bhumi ; veuve d’Anurag et Yash ; épouse de Sahil Agarwal ; mère d’Arya, Ved et Virat ; mère adoptive de Sadika.
  - Vedika Pratab Kashyap (S2) – Vedika renaissante ; La fille aînée de Prem et Prabha ; la sœur d'Avantika ; L'ex-femme de Tanuj ; L'épouse de Sahil Kashyap.
- Karan Jotwani dans le rôle de :
  - Sahil Agarwal (S1) – Fils aîné de Rishab et Anjana ; frère de Jackie et Shruti ; cousin de Yash, Prachi, Gauri et Kshitij ; ex-mari de Bhumi et Pankti ; mari de Vedika Agarwal ; père de Ved et Virat ; beau-père d’Arya.
  - Jackie Agarwal – le fils cadet de Rishab et Anjana ; Le fils adoptif d'Omprakash et Usha ; Le frère de Sahil et Shruti ; Le frère adoptif de Guddu et Mandakini ; Le cousin de Yash, Prachi, Gauri et Kshitij
- Sahil Kashyap (S2) – Sahil renaît; Le fils de Shashi et Rekha ; le frère de Geet; L'ex-fiancé d'Avantika ; Le mari de Vedika Kashyap
- Hetal Gada dans le rôle d'Arya Mathur Agarwal
- Geeta Tyagi dans le rôle de Bimla Devi Agarwal
- Aekam Binjwe dans le rôle de Ved Agarwal
- Richa Bhattacharya dans le rôle de Manjula Gupta
- Barsha Chatterjee dans le rôle de Maya Srinivasan Awasti
- Micckie Dudaaney dans le rôle de Tanuj Malhotra
- Manisha Rawat dans le rôle d'Avantika Pratab
- Manish Goplani dans le rôle de Kshitij "Krish" Agarwal

## Épisodes
| Saison | Épisodes | Diffusion originale | Diffusion originale |
| Saison | Épisodes | Début de saison     | Fin de saison       |
| ------ | -------- | ------------------- | ------------------- |
| 1      | 328      | 15 janvier 2018     | 22 avril 2019       |
| 2      | 29       | 23 avril 2019       | 31 mai 2019         |